# دانشگاه اسلوبومیر
دانشگاه اسلوبومیر (به لاتین: Slobomir University) یک دانشگاه در بوسنی و هرزگوین است.